# توتة توتة (مجلة)
مجلة توتة توتة هي مجلة لبنانية شهرية، صدر العدد الأول منها في أكتوبر عام 1999م، تصدر عن دار الحدائق للطباعة والنشر، شعارها مجلة للصغار. وهي موجهة للصغار ابتداء من عمر سنتين حتى عمر ما قبل المدرسة، ولذلك فإنها تعتمد على الرسوم. ليس هناك أي أبواب ثابتة، وتحتوي على قصائد شعرية، وقصص بسيطة تعبيرية بالإضافة إلى قصص كرتونية ملونة تصل إلى 4 صفحات من بين 20 صفحة، تعتمد المجلة على المهارات الصغيرة مثل التلوين، والمساحات الملونة. تخلو المجلة من الإعلانات، وهي أقرب إلى كتاب منها إلى مجلة، سعر العدد في لبنان 2000 ليرة عام 2003م.

## فريق العمل
المدير المسؤول منى محيدلي، مدير التحرير نبيهة محيدلي، الإدارة الفنية لجينة الأصيل، مستشار التحرير سميرة خورى.

### المحررون
سلمى بدوي
سناء شبابي

### الكُتَّاب
الرادود فريد معوض
سلمى بدوي
الرادود أسعد الديري
ليلى صايا
نبيهة محيدلي
الرادود علاء عبد الله
الرادود جمال علوش

### الرسامون
رهف شيخاني
الرادود محمد شمس الدين
دانية الخطيب
نادين صيداني
لجينة الأصيل
لمياء عبد الصاحب